# Костолецька ущелина
Костолецька ущелина (Kostolecká tiesňava) — природний заповідник в Словаччині; розташовується в окрузі Поважська Бистриця — біля сіл Костолець і Заскалля. Охоронна територія заснована 1970 року; займає 30 га. Протікає Манінський потік.